# Hans Ulfsparre
Hans Ulfsparre af Broxvik, född omkring 1632, död 1688, var en svensk godsägare och militär.

## Biografi
Ulfsparre blev student vid Uppsala universitet 1645. Han blev överstelöjtnant vid Östgöta kavalleriregemente 1660 och överste där 1667. Han fick avsked som generalmajor 1673. Som jordbrukare och godsägare drev han bland annat Sörby i Varvs socken, Östergötland, Ingemarstorps herrgård, Broxvik säteri i Jonsbergs socken. Efter en förtalstvist 1673 sköt han ihjäl generalmajoren Erik Drake, som skriftligen den 23 januari 1673 utmanat honom i en duell. Efter långa förhandlingar beslutade man att utkämpa duellen i Fredrikshald i Norge, då dueller var förbjudna i Sverige. Den planerade duellen kom dock till myndigheternas kännedom, som ingrep och förhindrade en duell. Ulfsparre som å sin sida såg sig lika kränkt tog dock senare tillfället i akt och överföll Drake då han på väg hem till Göberga då han passerade Svartån vid Tranås kvarn. Drake sårades så svårt att han avled åtta dagar senare. I den efterföljande rättsprocessen dömdes Hans Ulfsparre till döden. Han benådades i samband med Karl XI:s kröning 1674, men 1683 reducerades från honom delar av Broxvik, eftersom hans farfar år 1642 blott givit kronan ett donationsgods i utbyte, men han återfick det i donation på livstid, varefter räntan vid hans död återföll till kronan. 
Hans Ulfsparre var son till Åke Ulfsparre (1597–1657) och Margareta Kyle (död 1658) samt från 1659 gift med sin syssling Märta Ulfsparre af Broxvik (1629–1669) som var dotter till ståthållaren Johan Månsson Ulfsparre af Broxvik (död 1655). De var föräldrar till Carl Ulfsparre. Makarna Ulfsparres dotter Märtas lik gravsattes 19 januari 1690 i familjegraven i Skedevi kyrka i Östergötlands län.